# Tauroctonie

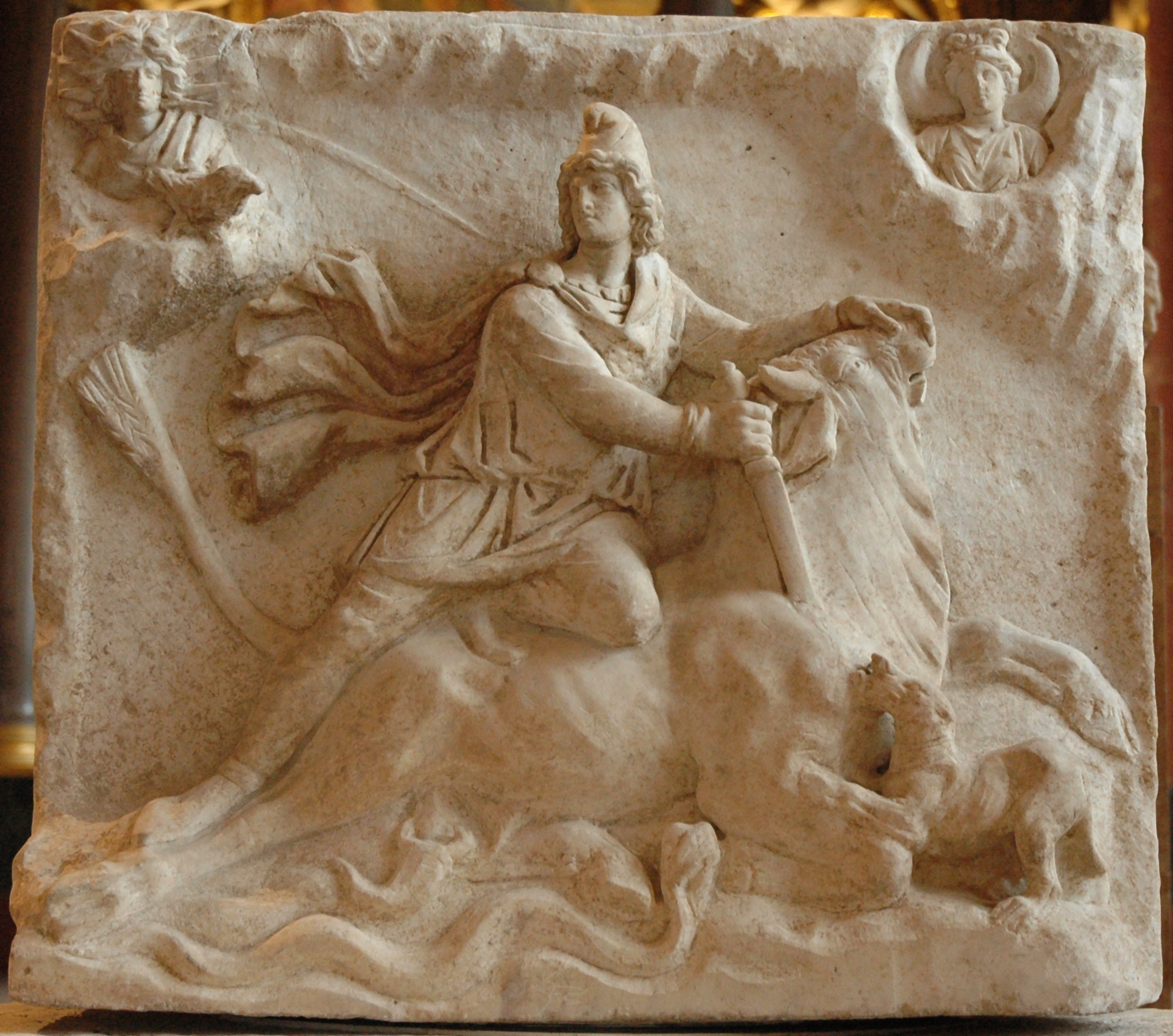
Tauroctonie, bas-relief romain du, musée du Louvre. Le dieu Mithra transperce le cœur du taureau.

La tauroctonie, du grec ancien ταῦρος (« taureau ») et κτείνω (« tuer »), désigne le sacrifice d’un taureau.
Au IIe siècle av. J.-C. naît en Grèce le culte à mystères du dieu indo-iranien Mithra. Au début de notre ère, cette religion gagne la Rome antique. Véhiculée par les légions, elle se répand dans tout l'Empire. Culminant aux IIIe et IVe siècles, elle concurrence le christianisme et est interdite en 391.
L'iconographie d'une taurochtonie est liée à la cosmogonie. Sur ordre du Soleil qu'il regarde par-dessus son épaule, Mithra transperce de son glaive le cœur d'un taureau dont le sang doit fertiliser le monde. Incarnées par un chien, un serpent et un scorpion, les forces du Mal s'opposent à cette fécondation du monde : pour entraver son sacrifice, elles mordent le taureau. Cela expliquerait les diverses composantes de la tauroctonie - un chien, un serpent, un corbeau, un scorpion, un lion, une coupe et un taureau - devenues respectivement les constellations du Petit Chien, de l'Hydre, du Corbeau, du Scorpion, du Lion, du Verseau et du Taureau.
L'astrologie voit le jour en Mésopotamie entre IVe et IIe millénaires av. J.-C. À cette époque, le point vernal se situe dans la constellation du Taureau, qui a donné son nom au  signe zodiacal homonyme. Mais à cause de la précession des équinoxes, le point vernal rétrograde dans le Bélier vers l'an 2100 av. J.-C., ce qui marque la fin de l'ère du Taureau. Le sacrifice du taureau par Mithra traduirait donc la perte d'influence d'une pratique religieuse révolue.